# Liste von Sakralbauten im Landkreis Freyung-Grafenau
Die Liste von Sakralbauten im Landkreis Freyung-Grafenau listet Kirchen, Kapellen und sonstige Sakralbauten im niederbayerischen Landkreis Freyung-Grafenau auf.

## Liste
| Abbildung | Inneres | Name                                        | Gemeinde / Ortsteil                | Konfession | Bauzeit             | Baustil / Bemerkungen |
| --------- | ------- | ------------------------------------------- | ---------------------------------- | ---------- | ------------------- | --- |
|           |         | St. Katharina                               | Eppenschlag                        | röm.-kath. | 1910                | Saalkirche mit Steildach und eingezogenem, halbrund geschlossenem Chor, Flankenturm mit Spitzhelm, neugotisch, 1901 von Joseph Elsner senior |
|           |         | Stadtpfarrkirche Mariä Himmelfahrt          | Freyung                            | röm.-kath. | 1874–1877           | Saalkirche mit Satteldach und eingezogenem, fünfseitig geschlossenem Westchor, schlanker Ostturm mit Spitzhelm, neugotisch, 1874/77 von Joseph Tanera |
|           |         | Friedenskirche                              | Freyung                            | ev.-luth.  | 1954                | |
|           |         | St. Sebastian (Friedhofskapelle)            | Freyung                            | röm.-kath. | 1883                | Nachfolgebau der Pestkapelle von 1652, Saalbau mit Steildach und dreiseitig geschlossenem Chor, Giebelreiter mit Spitzhelm, mit Unterkirche, Bruchsteinmauerwerk, neugotisch, nach Westen Stufenanlage, Mittelpodest mit Zugang zur Unterkirche, bezeichnet mit „1883“                |
|           |         | St. Anna                                    | Freyung Kreuzberg                  | röm.-kath. | 1603 1494           | Ehemalige Wallfahrtskirche Saalbau mit Satteldach und eingezogenem, fünfseitig geschlossenem Chor, Chor 1494, Langhaus 1603, Anbauten barock, Portale bezeichnet mit „1846“ und „1854“, Erneuerung nach Bränden 1819 und 1901, schlanker Westturm mit Spitzhelm, oberer Teil von 1903 |
|           |         | St. Johannes Baptist                        | Fürsteneck                         | röm.-kath. | 1745                | Ehem. Schlosskirche von Schloss Fürsteneck Zentralbau mit Trikonchos, mit Mansardwalmdach, 1745 von Severin Goldberger, 1929 nach Brand wiederhergestellt |
|           |         | Stadtpfarrkirche Mariä Himmelfahrt          | Grafenau                           | röm.-kath. | 1905–1907 (15. Jh.) | Dreischiffige Staffelhalle mit Steildach und eingezogenem, fünfseitig geschlossenem Chor, Chorflankenturm nach Süden, Chor und Turmunterbau im Kern spätgotisch, Turmaufsatz 1753/54, Langhaus neubarock, 1905/07 von Michael Kurz                                                    |
|           |         | Christuskirche                              | Grafenau                           | ev.-luth.  | 1969                | |
|           |         | Spitalkirche Hlgst. Dreifaltigkeit          | Grafenau                           | röm.-kath. | 1759 (1426)         | Satteldachbau mit dreiseitig geschlossenem Chor und Dachreiter, Sakristei im Chorscheitel, im Kern 1423/26, wiedererrichtet nach Brand 1742, bezeichnet mit „1759“ |
|           |         | Mariä Empfängnis                            | Grafenau Großarmschlag             | röm.-kath. | 1929                | Saalkirche mit Steildach und eingezogenem Kastenchor, Dachreiter mit Spitzhelm, Bruchstein mit Ziegeleinfassungen, 1929 |
|           |         | Herz Jesu                                   | Grafenau Haus im Wald              | röm.-kath. | 1885–1886           | Saalkirche mit Satteldach und eingezogenem, fünfseitig geschlossenem Chor, schlanker Turm mit Spitzhelm nach Norden, neugotisch, 1885/86 von Johann Schott |
|           |         | Herz Jesu                                   | Grafenau Neudorf                   | röm.-kath. | 1964–1966           | Die Gestaltung der Altarrückwand übernahm Wolf Hirtreiter in Form einer in Keramik ausgeführten Herz-Jesu-Darstellung. |
|           |         | Hlgst. Dreifaltigkeit                       | Grainet                            | röm.-kath. | 1748–1756           | Saalkirche mit Steildach und wenig eingezogenem Kastenchor, 1748/56, Turm mit Lisenengliederung und Spitzhelm, 1887/88 |
|           |         | St. Nikolaus Alte Pfarrkirche               | Grainet                            | röm.-kath. | 14. Jh.             | Saalkirche mit Schopfwalmdach und eingezogenem, fünfseitig geschlossenem Chor, mittelalterlicher Gewölbebau, Erneuerungen 1657, 1742 und nach Brand 1911 |
|           |         | St. Florian                                 | Grainet Fürholz                    | röm.-kath. | 1950–1951           | Saalbau mit Satteldach und eingezogenem Kastenchor, Dachreiter mit Zwiebelhaube, gefugtes Bruchsteinmauerwerk, 1950/51 |
|           |         | Zur schmerzhaften Muttergottes              | Grainet Rehberg                    | röm.-kath. | 1963–1964           | Ersetzt eine Holzkapelle aus dem 19. Jahrhundert. Diese steht heute am Ortsrand. |
|           |         | St. Marien                                  | Grainet Vorderfreundorf            | röm.-kath. | 1960                | |
|           |         | St. Maximilian                              | Haidmühle                          | röm.-kath. | 1926–1929           | Saalkirche mit Walmdach und eingezogenem, fünfseitig geschlossenem Chor, polygonaler Flankenturm mit Spitzhelm, gefugtes Bruchsteinmauerwerk, 1926–1929 von Michael Kurz |
|           |         | St. Valentin                                | Haidmühle Bischofsreut             | röm.-kath. | 1870–1872           | Saalkirche mit Satteldach und eingezogenem, fünfseitig geschlossenem Chor, Westturm mit Spitzhelm, neugotisch, 1870/72 von Leonhard Schmidtner |
|           |         | St. Johannes Nepomuk                        | Haidmühle Leopoldsreut             | röm.-kath. | 1785                | Saalkirche mit Halbwalmdach und eingezogenem Kastenchor, Dachreiter mit Pyramidendach, 1785, wiederhergestellt 1911. Mit einer Seehöhe von 1108 m ü NN, ist dies die höchstgelegene Kirche im Bistum Passau und im Bayerischen Wald.                                                  |
|           |         | Christus der Auferstandene                  | Hinterschmiding                    | röm.-kath. | 1969–1971           | |
|           |         | St. Oswald                                  | Hinterschmiding Herzogsreut        | röm.-kath. | 1841–1843           | Saalkirche mit Satteldach und eingezogenem, fünfseitig geschlossenem Chor, Westturm mit Spitzhelm, Rundbogenstil, 1841/43, Chor 1899 |
|           |         | St. Peter und Paul                          | Hohenau                            | röm.-kath. | 1964 1737           | Saalkirche mit Satteldach und eingezogenem Rechteckchor, Westturm mit Spitzhelm, Langhaus barock, 1964 erweitert und mit Querhaus versehen |
|           |         | Mater dolorosa                              | Hohenau Kirchl                     | röm.-kath. | 1938–1951           | |
|           |         | St. Heinrich und Gunter                     | Hohenau Schönbrunn am Lusen        | röm.-kath. | 1930                | |
|           |         | St. Nikolaus                                | Innernzell                         | röm.-kath. | 1835                | Klassizistischer Saalbau, 1835 erbaut von Erasmus Hofstetter, Passau |
|           |         | Mariä unbefleckte Empfängnis                | Jandelsbrunn                       | röm.-kath. | 1961–1963           | In Jandelsbrunn stand seit 1897 eine Kapelle, die 1966 abgebrochen wurde. An anderer Stelle errichtete von 1961 bis 1963 Architekt Beckers aus Regensburg einen modernen Zentralbau.                                                                                                  |
|           |         | Mariä Verkündigung                          | Jandelsbrunn Heindlschlag          | röm.-kath. | 1908                | neugotischer Bau aus dem Jahr 1908 |
|           |         | St. Maria, Hilfe der Christen               | Jandelsbrunn Hintereben            | röm.-kath. | 1899–1900           | erbaut 1899/1900 von Max und Martin Stadler |
|           |         | St. Ägidius                                 | Jandelsbrunn Wollaberg             | röm.-kath. | 1844 1771           | Dreischiffiger Quaderbau, 1844 nach Plan von Leonhard Schmidtner über einem Vorgängerbau errichtet; Turm in Bruchsteinmauerwerk, Obergeschoss 1771 nach einem Sturmschaden erneuert.                                                                                                  |
|           |         | St. Leopold                                 | Mauth                              | röm.-kath. | 1775–1820           | Saalkirche mit Satteldach und eingezogenem, halbrund geschlossenem Chor, integrierter Westturm mit Pyramidendach, um 1775, erweitert 1830, nach Brand 1920 wiederhergestellt |
|           |         | Mater dolorosa                              | Mauth Finsterau                    | röm.-kath. | 1910–1912           | Saalkirche mit Steildach und eingezogenem, fünfseitig geschlossenem Chor nach Süden, Flankenturm nach Osten mit Spitzhelm, Bruchstein, neuromanisch, 1910–12 von Johann Schott |
|           |         | St. Leonhard                                | Neureichenau                       | röm.-kath. | 1834–1838           | Saalkirche mit Satteldach und integriertem Chor, Westturm mit Ädikula-Portalvorhalle, Westfassade und Turm in sichtbarem Granit-Bruchsteinmauerwerk, 1834/38 |
|           |         | St. Sigismund                               | Neureichenau Altreichenau          | röm.-kath. | 1932                | Saalkirche mit Halbwalmdach und eingezogenem Rechteckchor, Chorflankenturm mit Pyramidendach, aus sichtbarem Granit-Bruchsteinmauerwerk, 1932, um Turm erweitert 1948/49 |
|           |         | St. Anna                                    | Neuschönau                         | röm.-kath. | 1895–1903           | Saalkirche mit Steildach und eingezogenem Rechteckchor, Westturm mit Spitzhelm, neugotisch, 1895/1903 von Johann Schott |
|           |         | St. Maria im Walde                          | Neuschönau Waldhäuser              | röm.-kath. | 1928                | Saalbau mit Walmdach und Dachreiter, dreiseitig geschlossen, zum Teil sichtbares Bruchsteinmauerwerk, 1928 von K. Kiefer |
|           |         | St. Andreas                                 | Perlesreut                         | röm.-kath. | 1885–1886 (15. Jh.) | dreischiffige Hallenkirche mit erhöhtem Mittelschiff, Hausteinstrebepfeilern, einschiffiger Chor und Turmunterbau im Kern spätgotisch, Langhaus neugotisch, 1885/86 |
|           |         | St. Nikolaus                                | Perlesreut Kirchberg               | röm.-kath. | 14. Jh.             | Chor spätgotisch, Langhaus barock |
|           |         | St. Karl Borromäus                          | Philippsreut                       | röm.-kath. | 1946–1950           | Saalkirche mit Satteldach und wenig eingezogenem Kastenchor, Turm zur Südwestecke mit Spitzhelm, gefugtes Bruchsteinmauerwerk, 1946–50 nach Kriegszerstörung des Vorgängerbaus neu errichtet.                                                                                         |
|           |         | Zur Muttergottes von Tusset (Tussetkapelle) | Philippsreut                       | röm.-kath. | 1985                | originalgetreuer Nachbau der Kapelle am Tussetberg in Tschechien, Mittelpunkt der jährlich am 15. August stattfindenden Wallfahrt zum Gnadenbild der Gottesmutter von Tusset |
|           |         | St. Joseph                                  | Philippsreut Mitterfirmiansreut    | röm.-kath. | 1930                | Saalkirche mit Satteldach und kaum eingezogenem Kastenchor, gedrungener Chorturm mit Steildach, gefugtes Bruchsteinmauerwerk, 1930 |
|           |         | St. Michael                                 | Ringelai                           | röm.-kath. | 1919–1920           | Saalkirche mit Walmdach und eingezogenem, fünfseitig geschlossenem Chor, Flankenturm mit Polygon und Zwiebelhaube, 1919/20 von Michael Kurz |
|           |         | St. Michael                                 | Röhrnbach                          | röm.-kath. | 1748                | Dreischiffige Hallenkirche mit Walmdach und eingezogenem, dreiseitig geschlossenem Chor, integrierter Westturm mit Glockenhaube, bezeichnet 1748, Turmunterbau mittelalterlich |
|           |         | Hlgst. Dreifaltigkeit                       | Röhrnbach Außernbrünst             | röm.-kath. | 1968–1970           | Dreiseitiges Kirchlein mit Zeltdach und offenem Glockenturm, wurde nach Abriss der alten Dorfkapelle errichtet |
|           |         | St. Maria Traum                             | Röhrnbach Großwiesen               | röm.-kath. | 1817                | |
|           |         | St. Josef                                   | Röhrnbach Kumreut                  | röm.-kath. | 1905–1906           | Saalkirche mit Steildach und eingezogenem, halbrund geschlossenem Chor, Flankenturm mit Spitzhelm, neuromanisch, 1905/06 von Johann Schott |
|           |         | St. Korona                                  | Röhrnbach Oberndorf                | röm.-kath. | 1887                | Saalkirche mit Satteldach und eingezogenem, halbrund geschlossenem Chor, turmartiger Giebelreiter über Risalit nach Süden, 1887 errichtet |
|           |         | Hl. Familie                                 | Saldenburg                         | röm.-kath. | 1960–1962           | Filialkirche der Pfarrei Thumannsberg |
|           |         | Hl. Drei Könige                             | Saldenburg                         | röm.-kath. | 1680                | Burgkapelle der Burg Saldenburg |
|           |         | St. Brigida                                 | Saldenburg Preying                 | röm.-kath. | 15. Jh.             | Saalkirche mit Steildach und wenig eingezogenem, fünfseitig geschlossenem Chor, Westturm mit Zwiebelhaube, spätgotisch, wohl zweite Hälfte 15. Jahrhundert |
|           |         | St. Oswald                                  | Sankt Oswald-Riedlhütte            | röm.-kath. | 1880–1882           | Saalkirche mit Satteldach und eingezogenem, halbrund geschlossenem Chor, Flankenturm mit Glockenhaube, neubarock, 1880/82 von Johann Schott, Sakristei und Turmunterbau um 1734 |
|           |         | St. Josef der Arbeiter                      | Sankt Oswald-Riedlhütte Riedlhütte | röm.-kath. | 1960–1962           | Modernes Gotteshaus, ersetzt die alte Ortskapelle, die zu klein wurde |
|           |         | Maria Hilf                                  | Sankt Oswald-Riedlhütte Riedlhütte | röm.-kath. | 1825                | Steildachbau mit wenig eingezogenem, parabelförmig geschlossenem Chor, Giebelreiter mit Zwiebelhaube, 1825 |
|           |         | Sieben Schmerzen Mariä                      | Schöfweg                           | röm.-kath. | 1888–1889           | Saalkirche mit Walmdach und eingezogenem, dreiseitig geschlossenem Chor, Querhaus mit Pyramidendach, Flankenturm mit Dachreiter, Bruchstein, 1888/89 errichtet |
|           |         | Mariä Himmelfahrt                           | Schöfweg Langfurth                 | röm.-kath. | 1904–1905           | Saalkirche mit eingezogenem Chor und südlich angefügter Sakristei, Granitbau, im Kern 1868, Erweiterungen 1884/85, nördlicher Flankenturm mit Spitzhelm, 1904/05 errichtet |
|           |         | St. Margaretha                              | Schönberg                          | röm.-kath. | 1594                | Dreischiffige Hallenkirche mit eingezogenem, fünfseitig geschlossenem Chor, nordseitig Flankenturm mit Spitzhelm, im Kern spätgotisch, 1594, nach Brand neugotisch als Staffelhalle 1836–38 von Karl von Montigny wiederaufgebaut                                                     |
|           |         | Dietrich-Bonhoeffer-Kirche                  | Schönberg                          | ev.-luth.  | 1967                | |
|           |         | St. Michael                                 | Schönberg Eberhardsreuth           | röm.-kath. | 1930                | |
|           |         | St. Johannes der Täufer                     | Schönberg Kirchberg                | röm.-kath. | 15. Jh.             | Saalkirche mit Walmdach und wenig eingezogenem, fünfseitig geschlossenem Chor, spätgotischer Bau, zweite Hälfte 15. Jahrhundert, über romanischem Kern, 1907 verändert |
|           |         | St. Johannes der Täufer                     | Spiegelau                          | röm.-kath. | 1914–1916           | Saalkirche mit Steildach und eingezogenem, halbrund geschlossenem Chor, Querhaus mit Halbwalmdach, Flankenturm mit Glockenhaube, 1914/16 von Hans Schurr |
|           |         | Martin-Luther-Kirche                        | Spiegelau                          | ev.-luth.  | 1901                | Evangelisch-lutherische Pfarrkirche, Saalkirche mit Steildach und eingezogenem, fünfseitig geschlossenem Chor, Flankenturm mit Spitzhelm, neugotisch, 1901 von Robert Wohlfahrt |
|           |         | St. Maria, Hilfe der Christen               | Spiegelau Klingenbrunn             | röm.-kath. | 1927                | Saalkirche mit Steildach und eingezogenem, fünfseitig geschlossenem Chor, Westturm mit Spitzhelm, Bruchstein mit Ziegeleinfassungen, 1927 von Michael Kurz, Augsburg |
|           |         | St. Maria Magdalena                         | Spiegelau Oberkreuzberg            | röm.-kath. | 17. Jh.             | Saalkirche mit Steildach und eingezogenem, fünfseitig geschlossenem Chor, Dachreiter mit Zwiebelhaube, im Kern mittelalterlich, umgestaltet 2. Hälfte 17. Jahrhundert |
|           |         | St. Markus                                  | Thurmansbang                       | röm.-kath. | 1763                | Saalkirche mit Steildach und Schweifgiebel, eingezogener, halbrund geschlossener Chor, Flankenturm mit Spitzhelm, im Kern barock, 1763 erneuert und vergrößert, Langhaus 1904 verlängert                                                                                              |
|           |         | St. Michael (Schartenkircherl)              | Thurmansbang                       | röm.-kath. | 1597 (12. Jh.)      | Ehem. Schlosskirche der Burg Scharten Saalkirche mit Walmdach und eingezogenem Kastenchor, Bruchsteinmauerwerk, romanisch, 1597 und 1879 erneuert |
|           |         | St. Hartmann                                | Thurmansbang Thannberg             | röm.-kath. | 1930–1931           | Saalkirche mit Satteldach und eingezogenem Kastenchor, Flankenturm mit Pyramidendach, Bruchstein mit Ziegelgliederungen, 1930/31 von Michael Kurz |
|           |         | Stadtpfarrkirche St. Peter und Paul         | Waldkirchen                        | röm.-kath. | 1856–1861           | Stattlicher dreischiffiger Pfeilerbau, Langhaus als Pseudobasilika, schlanker Turm mit Spitzhelm, neugotisch, 1856–61 nach Plänen von Leonhard Schmidtner; Wiederaufbau nach Kriegsschäden 1945 von Anton Recknagel                                                                   |
|           |         | Erlöserkirche                               | Waldkirchen                        | ev.-luth.  | 1950                | |
|           |         | St. Karl Borromäus (Karolikapelle)          | Waldkirchen                        | röm.-kath. | 1663                | Saalkirche mit Halbwalmdach und eingezogenem Rechteckchor, Schweifgiebel nach Süden, Dachreiter mit Spitzhelm, nach 1663, Umgestaltung 1755/56 |
|           |         | St. Konrad von Parzham                      | Waldkirchen Böhmzwiesel            | röm.-kath. | 1934–1936           | Zweischiffige asymmetrische Basilika mit eingezogenem Rechteckchor, mit Sattel- bzw. Pultdach, Flankenturm mit Pyramidendach, Bruchsteinmauerwerk, 1934/36 von Anton Recknagel |
|           |         | St. Joseph                                  | Waldkirchen Karlsbach              | röm.-kath. | 1922                | Saalkirche mit Halbwalmdach und eingezogenem Chorpolygon, Flankenturm nach Süden mit Spitzhelm, sichtbares Bruchsteinmauerwerk, 1922 |
|           |         | St. Jakobus                                 | Zenting                            | röm.-kath. | 1831 (15. Jh.)      | Saalkirche mit Walmdach und dreiseitig geschlossenem Chor, integrierter Westturm mit Glockenhaube, Chor spätgotisch, Langhaus barock, 1831 nach Westen, 1897/99 am Chor erweitert |
|           |         | St. Pankraz                                 | Zenting Ranfels                    | röm.-kath. |                     | ehemalige Schlosskapelle des Schlosses Ranfels, Langhaus im Kern 1517, 1767 nach Osten erweitert, 1824 erneut vergrößert, 1840 Sakristei, 1880 Turm |